# Nagymama-díj
A Nagymama-díjat Molnár Piroska alapította 2011-ben, amit minden évadban Csiky Gergely – a névadó mű, A nagymama írójának – születésnapja alkalmából december elején vehetnek át fiatal kaposvári színészek.

## A díjról
Molnár Piroska 2010-ben, az – a még az év áprilisában elhunyt – igazgató Schwajda György felkérését elfogadva kapta meg Csiky Gergely A nagymama című darab főszerepét Kaposváron. Már ekkor eldöntötte, hogy az előadásért járó keresetéből fiatal kaposvári színészek javára létrehoz egy díjat, mivel a vidéki fiatal színészeknek kevés lehetőségük van díjakat kapni, továbbá ezzel szeretne valamit visszaadni abból, amit Kaposvártól, a kaposvári színháztól kapott – hiszen azt megelőzően már játszott, összesen 25 évadot a Csiky Gergely Színház színpadán.
2011 februárjában Molnár Piroska 2 millió forintos alaptőkével hozta létre a Nagymama-Alapítvány nevű szervezetet, ehhez az összeghez csatlakozhatnak a színházkedvelő vállalkozók. Az alapítvány titkára Gáts Andrea lett. Az örökbetét kamatai képezik a díj személyenként 100 000 forintos jutalmát.
Az elismerés minden évben Csiky Gergely születésnapjára (december 8-a) emlékezve kerül átadásra. Az első tervek szerint évente felváltva egyik évben egy ifjú színész, a másikban egy színésznő kapta volna.
Az első három évben két-két fiatal kaposvári – egy színésznő, illetve egy színész – vehette át, 2014-től egy díjat osztanak ki.

### A kuratórium
A díjazott személyéről kuratórium dönt, amelynek elnöke a kaposvári színház mindenkori igazgatója, továbbá a testületben helyet kapnak az adományozók is. A döntés során figyelembe veszik a közönség és a társulat szavazatait is.
Az alapításkor a kuratóriumban Rátóti Zoltán igazgató, Gáts Andrea jogász, Kéki Zoltán Kaposvár címzetes jegyzője és Győri László vállalkozó-mecénás kapott helyet az alapító Molnár Piroska mellett.

## A díjazottak
- 2011[2]

Czene Zsófia
Takács Géza
- 2012[3]

Tóth Eleonóra
Fándly Csaba
- 2013[4]

Grisnik Petra
Váncsa Gábor
- 2014[5]

Mohácsi Norbert
- 2015[6]

Nyári Szilvia
Kelemen József
- 2017[7]

Horváth Zita
Tóth Géza